# Jean-Pierre Moine
Pour les articles homonymes, voir Moine (homonymie).
Jean-Pierre Moine, né en 1943, est un nageur et joueur de water-polo français, licencié au Cercle des nageurs de Marseille.
Il compte dix sélections en équipe de France de water-polo masculin.
Avec le CN Marseille, il remporte six titres de champion de France de water-polo consécutifs de 1965 à 1970,,,,,.
Il est également champions de France de natation du 100 mètres papillon en hiver 1961.